# 그날 하루
《그날 하루》(영어: 1 Journee)은 2007년에 개봉한 스위스의 영화이다.

## KBS 성우진 (2008년 6월 7일)
- 이규화 - 서지(브뤼노 토데쉬니)
- 차명화 - 피에트라(나타샤 레니어)
- 조진숙 - 블라드(루이스 뒤솔)
- 유남희 - 마틸드(노미에르 코쉐르)
- 은미 - 마농(아밀리아 쟈콥)
- 이호인 - 하디
- 석원희 - 발터 / 버스 운전 기사
- 방우호 - 의사 / 라디오 방송 / 하디의 동료 경찰 / 지하철 판매원